# جنایات جنگی در ویتنام
جنایات جنگی در ویتنام (به انگلیسی: War Crimes in Vietnam) کتابی است از برتراند راسل، فیلسوف و نویسندهٔ بریتانیایی. این کتاب با نام «جنایات جنگ در ویتنام» و برگردان ایرج مهدویان به فارسی برگردانده شده است.